# Suzuki World Rally Team
Suzuki World Rally Team fue el equipo oficial con el que compitió Suzuki en el Campeonato Mundial de Rally durante las temporadas 2007 y 2008. Tenía su sede en Esztergom, Hungría y era gestionado por el departamento deportivo de Suzuki: Suzuki Sport.
El equipo debutó en el Rally de Córcega de 2007, y tan solo disputaron la prueba francesa y el Rally de Gran Bretaña, con Nicolas Bernardi primeramente y con Sebastian Lindholm posteriormente. En 2008, la marca japonesa ficha a Toni Gardemeister y Per-Gunnar Andersson, el equipo realizó la temporada completa obteniendo dos quintos puestos como mejores resultados, en Japón y Gran Bretaña.

## Resultados

### Campeonato Mundial de Rally
| Año  | Automóvil      | Piloto               | 1       | 2       | 3       | 4       | 5       | 6       | 7      | 8       | 9       | 10     | 11    | 12     | 13     | 14    | 15    | Posic. | Puntos | Construc. | Puntos |
| ---- | -------------- | -------------------- | ------- | ------- | ------- | ------- | ------- | ------- | ------ | ------- | ------- | ------ | ----- | ------ | ------ | ----- | ----- | ------ | ------ | --------- | ------ |
| 2007 | Suzuki SX4 WRC | Nicolas Bernardi     | FRA 31  |         |         |         |         |         |        |         |         |        |       |        |        |       |       | -      | 0      | -         | 0      |
| 2007 | Suzuki SX4 WRC | Sebastian Lindholm   |         | GBR 27  |         |         |         |         |        |         |         |        |       |        |        |       |       | -      | 0      | -         | 0      |
| 2008 | Suzuki SX4 WRC | Toni Gardemeister    | MON Ret | SWE 7   | MEX Ret | ARG Ret | JOR Ret | ITA Ret | GRE 9  | TUR Ret | FIN 8   | GER 10 | NZL 7 | ESP 13 | FRA 13 | JPN 6 | GBR 7 | 13º    | 10     | 5º        | 34     |
| 2008 | Suzuki SX4 WRC | Per-Gunnar Andersson | MON 8   | SWE Ret | MEX Ret | ARG 24  | JOR Ret | ITA 9   | GRE 11 | TUR Ret | FIN Ret | GER 15 | NZL 6 | ESP 32 | FRA 17 | JPN 5 | GBR 5 | 12º    | 12     | 5º        | 34     |

## Galería

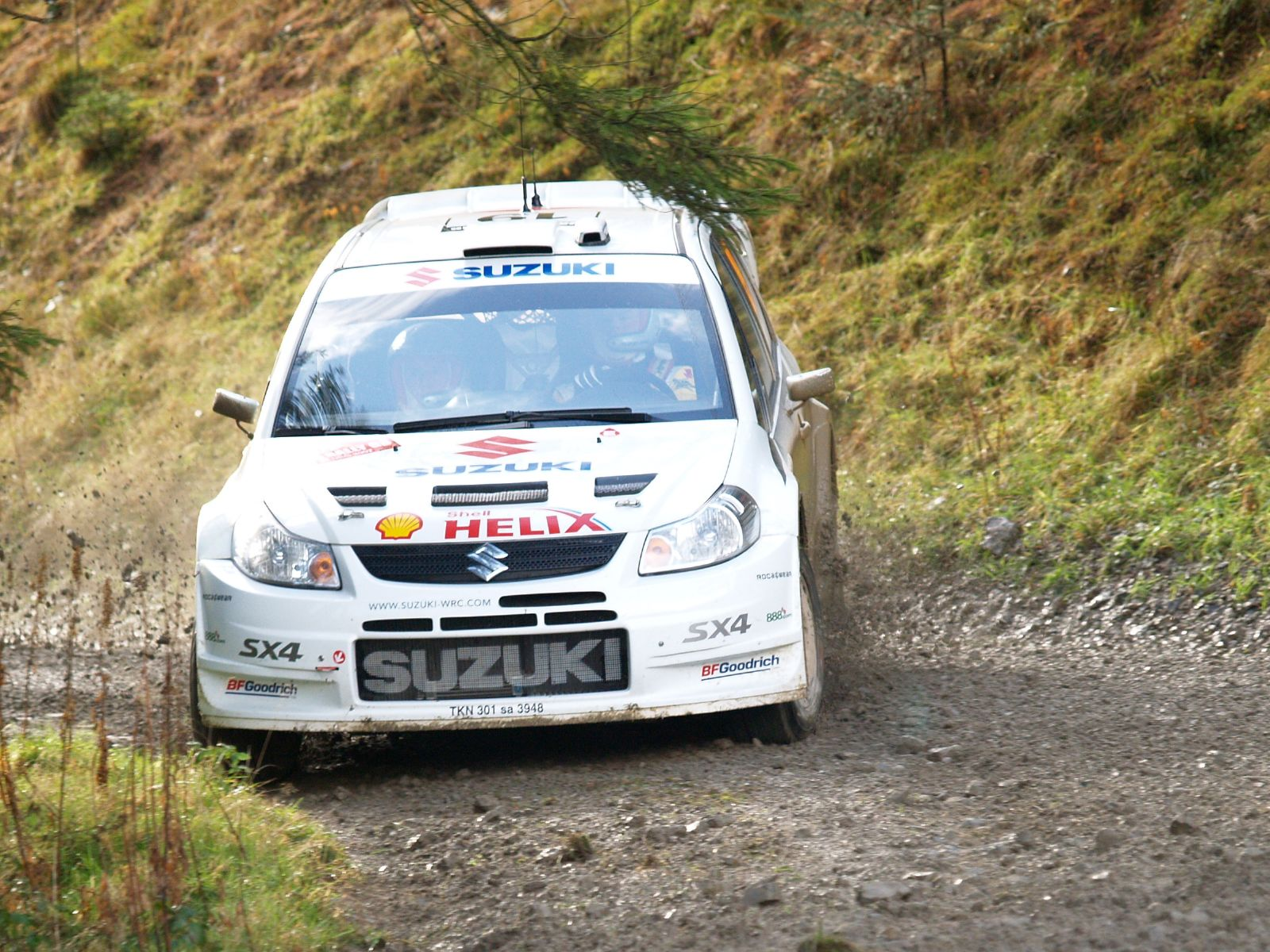
Sebastian Lindholm en 2007
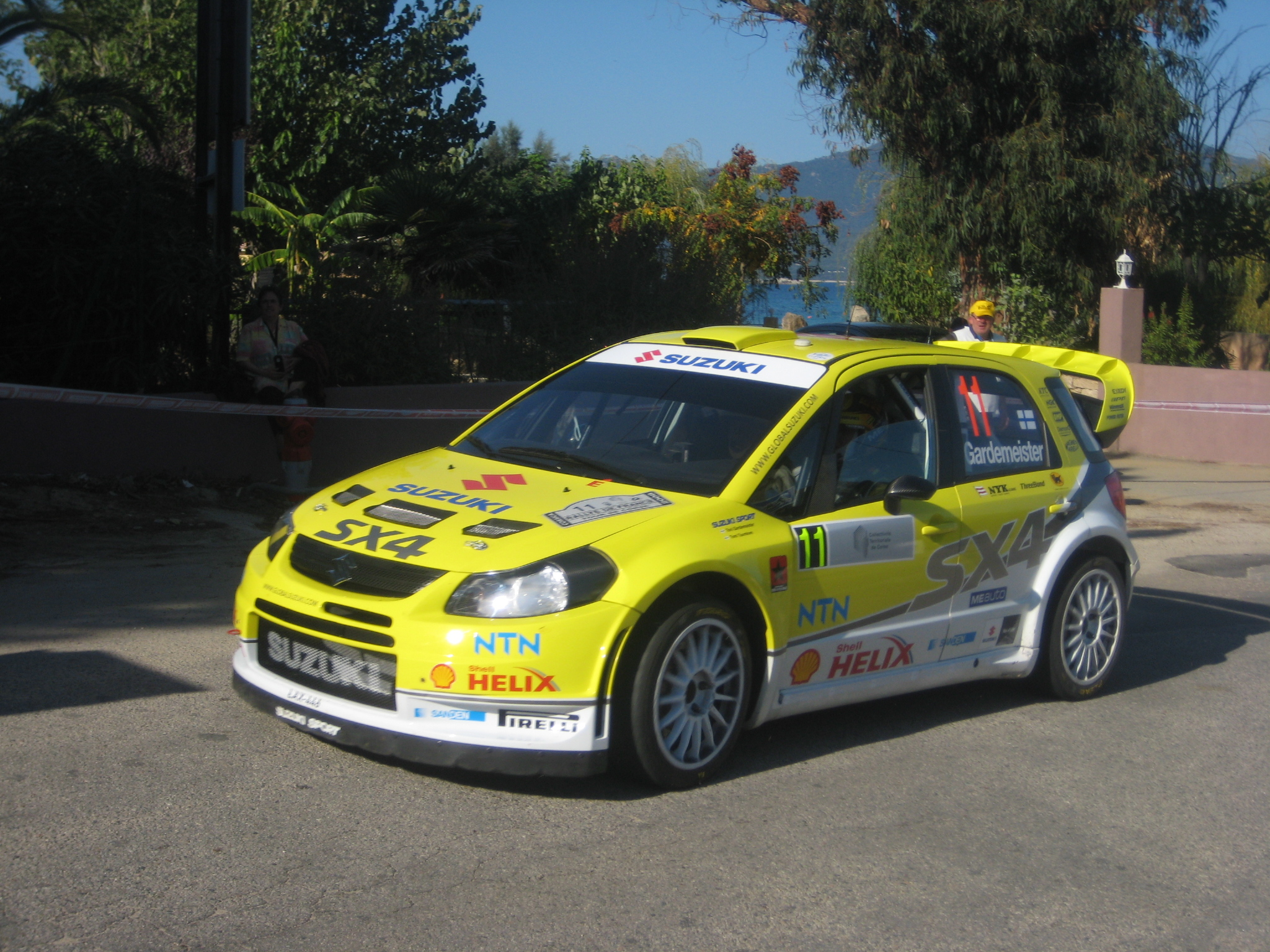
Toni Gardemeister en 2008
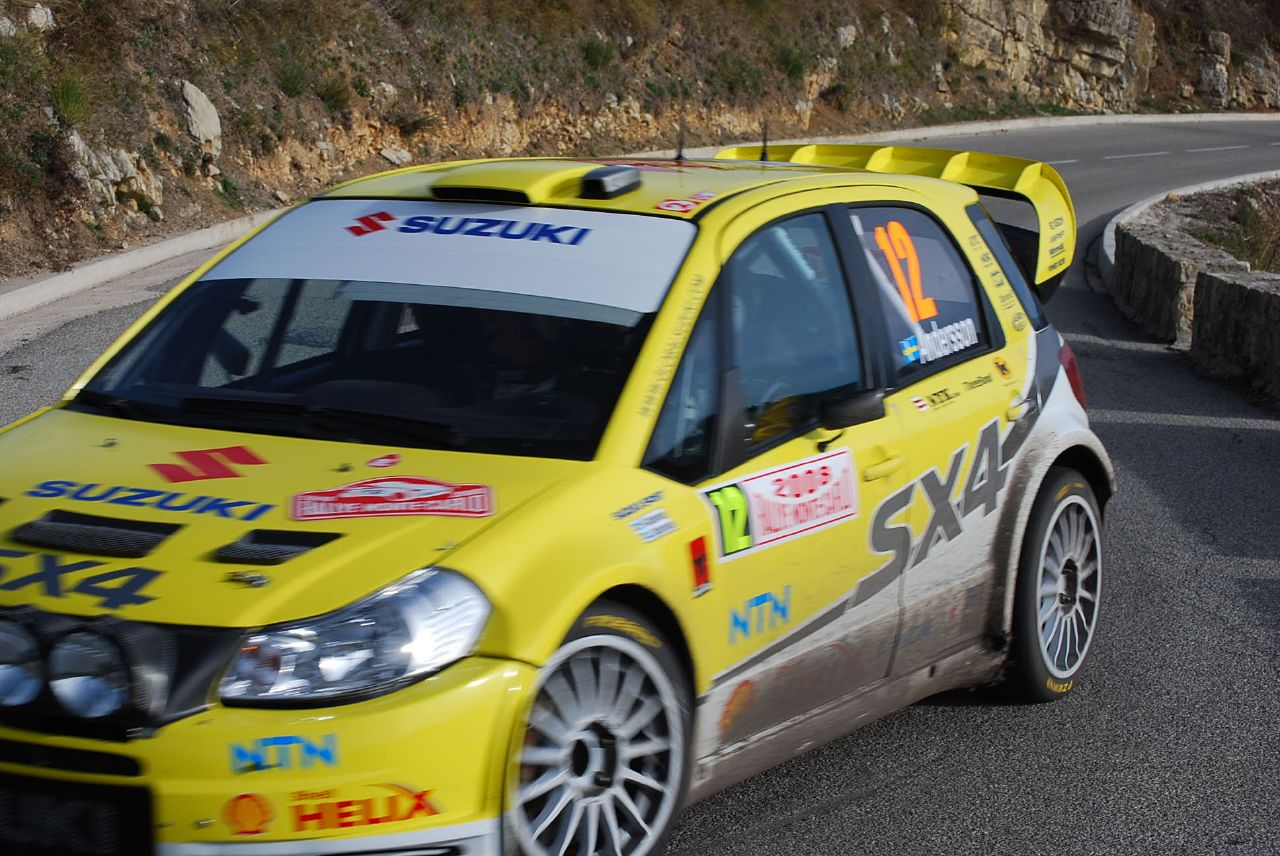
Per-Gunnar Andersson en 2008